# UFC Fight Night: Assunção vs. Moraes II
UFC Fight Night: Assunção vs. Moraes 2 (também conhecido como UFC Fight Night 144 ou UFC on ESPN+ 2) foi um evento de MMA produzido pelo Ultimate Fighting Championship no dia 2 de fevereiro de 2019, no Centro de Formação Olímpica do Nordeste, em Fortaleza, Ceará.

## Antecedentes
Este foi o terceiro evento que aconteceu no estado do Ceará.
A revanche entre Raphael Assunção e o ex-campeão dos galos do WSOF Marlon Moraes serviu de luta principal da noite. A primeira luta entre eles aconteceu no UFC 212 com Raphael Assunção vencendo por decisão dividida.
Com o cancelamento do UFC 233, a luta da categoria dos médios entre Markus Perez e o estreante Anthony Hernandez foi reagendado para este evento.
A luta entre Marina Rodriguez e Alexa Grasso era esperado para esse evento. Porém, no dia 17 de dezembro, Marina saiu da luta devido a uma lesão na mão. O duelo então foi reagendado para o UFC on ESPN: Barboza vs. Gaethje.
Dimitri Sosnovskiy estava agendado para lutar contra Júnior Albini neste evento. Entretanto, Sosnovskiy saiu do combate no início de janeiro após realizar uma cirurgia para tratar uma lesão. Albini então enfrentou o estreante Jairzinho Rozenstruik.
Nas pesagens, Sarah Frota e o ex-campeão dos moscas do WSOF Magomed Bibulatov não bateram seus respectivos pesos. Frota pesou 123 libras (55,8kg), ficando 7 libras acima do limite da categoria de 116 libras (52,6 kg). Bibulatov pesou 127 libras (57,6 kg), ficando 1 libra acima do limite da categoria de 126 libras (57,1 kg). Bibulatov foi punido com a perda de 20% de sua bolsa da luta que foram para seu adversário Rogério Bontorin, enquanto Frota foi punida com 40% da bolsa da luta que foram para sua adversária e ex-campeã palha do Invicta Lívia Renata Souza.

## Bônus da Noite
Os lutadores receberam US$50.000 de bônus:
- Luta da Noite: Não houve lutas premiadas.
- Performance da Noite:  Marlon Moraes,  José Aldo,  Charles Oliveira e  Johnny Walker